# Språkrådet (Sverige)
 For alternative betydninger, se Språkrådet. (Se også artikler, som begynder med Språkrådet)
Språkrådet er Sveriges officielle organ for sprogrøgt og sprogpolitik. Det er en afdeling under Institutet för språk och folkminnen.
Organet blev etableret i 2006 ved en sammenlægning af de tidligere selvstændige sprogmyndigheder Svenska språknämnden og Sverigefinska språknämnden samt Klarspråksgruppen i Regeringskansliet.
Chef for Språkrådet er pr. august 2022 Harriet Kowalski.

## Virksomhed
Språkrådet arbejder med svensk og de officielle minoritetssprog finsk, meänkieli, jiddisch og romani samt med svensk tegnsprog. Den vigtigste opgave er "på videnskabeligt grundlag" (forordning 1181 fra 2007) at være en støtte for dem, som skal anvende eller har spørgsmål vedrørende disse sprog. Rådet har også til opgave at følge andre sprogsudvikling i Sverige.
Språkrådet har dertil som opgave at samordne arbejdet med sproget i offentlig virksomhed. Myndighedernes sprog skal ifølge sprogloven af 2009 være røgtet, enkelt og begribeligt. Språkrådet arbejder med at fremme klarsprog - myndighedstekster skrevet på et røgtet, enkelt og begribeligt sprog - gennem blandt andet forelæsninger, seminarier og konferencer samt tidskriftet Klarspråksbulletinen og prisen Klarspråkskristallen.
Språkrådet udgiver også tidskriftet Kieliviesti, den Språkrådets årlige nyordsliste og det uddeler Erik Wellanders språkvårdspris. Rådet ejer siden 2007 det Internet-baserede leksikon Lexin.

## Historie
Den organiserede sprogrøgt i Sverige blev påbegyndt i 1944 af Nämnden för svensk språkvård, som ved en omorganisering 1972 delvis statsliggjordes og fik navnet Svenska språknämnden.
Språkrådet dannedes 1. juli 2006 ved sammenlægning af de tidligere selvstændige organer Sverigefinska språknämnden, Svenska språknämnden og Klarspråksgruppen, hvorefter Språkrådet overtog disse tre organers opgaver.
Svenska språknämnden udgav fra 1965 tidsskriftet Språkvård, som Språkrådet overtog, men det omdannedes 2007 til det fritstående tidsskrift Språktidningen.

### Svenska språkmämnden
Nämnden för svensk språkvård, som dannedes i 1944 og senere skiftede navn til "Svenska språknämnden", var Sveriges officielle sprogrøgtningsorgan.
Svenska språknämnden fulgte svensks udvikling i tale og skrift, udgav ordbøger og skrivevejledninger som bogen Svenska skrivreglar og andre skrifter om sproglige spørgsmål samt tidskriftet "Språkvård". Nævnet rådgav desuden myndigheder, virksomheder og enkeltpersoner i sprogspørgsmål, medvirkede ved konferencer og kurser om sprog, samarbejdede med andre sprogrøgtende institutioner i Sverige samt virkede for nordisk sprogforståelse i samarbejde med andre sprognævn. Nævnet samarbejdede også med det halvofficielle organ Tekniska Nomenklaturcentralen, senere Terminologicentrum (TNC).

### Sverigefinska språknämnden
Det sverigefinska språknämnden (Ruotsinsuomalainen kielilautakunta) blev grundlagt 1975 og havde til opgave at røgte og udvikle det finske sprog i Sverige, kaldet sverigefinskan.
Sprognævnet udarbejdede svensk-finske ordlister indenfor forskellige samfundsområder og granskede finsksprogede tekster. Videre udviklede og røgtede nævnet sverigefinskan gennem blandt andet at give anbefalinger og råd til myndigheder, virksomheder og privatpersoner om det finske sprog, tilpasset til svenske forhold. Nævnet udgav sprogrøgtningstidsskriftet Kieliviesti og afholdt sprogrøgtningsseminarier.

### Klarspråksgruppen
Klarspråksgruppen har fra 1993 af Sveriges regering fået til opgave at fremme sprogrøgtningsaktiviteter hos myndighederne og sikre indførelsen af klarsprog - dvs. letforståeligt og godt svensk - i det offentliges kommunikation med borgerne.